# Joseph Latour-Marliac
Joseph Bory Latour-Marliac ( * 1830 - 1911 ) fue un botánico, horticultor, y empresario francés . Puso en marcha un emprendimiento viveril con los "Establecimientos Botánicos Latour-Marliac", que funda en 1875, y continua; especializándose en nenúfares.
- La abreviatura «Lat.-Marl.» se emplea para indicar a Joseph Latour-Marliac como autoridad en la descripción y clasificación científica de los vegetales.[1]